# Semanario El Progreso
El semanario El Progreso es un diario fundado en la ciudad de Hurlingham (Gran Buenos Aires, Argentina) el 10  de abril de  1947 por Isaac Pluda un empleado gráfico de la localidad de Hurlingham. Sitio web oficial
Es el principal diario zonal de la zona oeste junto con otras publicaciones y en la actualidad se publica semanalmente y tiene una tirada de aproximadamente 1000 ejemplares.

## Historia
El periódico se imprimió por primera vez en la empresa familiar de los Pluda en 1947 aunque en un primer momento no era de ellos, recibieron el diario en parte de pago por lo que empezaron realizar ediciones quincenales que eran de ocho páginas.  En el diario predominaban las notas de carácter social, sobre personajes y festivales de Hurlingham, que hasta ese momento era un pueblo de campo.

## Línea editorial
Se considera un periódico independiente en la zona de Hurlingham.